# Musca malaisei
Musca malaisei är en tvåvingeart som beskrevs av Fritz Isidore van Emden 1965. Musca malaisei ingår i släktet Musca och familjen husflugor.
Artens utbredningsområde är Myanmar. Inga underarter finns listade i Catalogue of Life.